# Leito fluidizado

Um diagrama de um leito fluidizado.

Leito fluidizado geralmente refere-se a um leito de sólidos finamente divididos através dos quais se passa um gás ou um líquido e este comporta-se num estado intermediário entre um leito estático e um em que os sólidos estejam suspensos num fluxo gasoso, assim como ocorre no transporte pneumático.
A formação do leito fluidizado se dá quando um fluxo adequado de gás inicia o percurso por entre um leito material acarretando a fluidização. Primeira bolhas deste gás passam por entre o leito de material criando uma condição de rápida mistura, ou turbulência.
Os leitos fluidizados possuem aparência similar a de um líquido em fervura vigorosa e, de fato, o leito de material adquire muitas das propriedades de um fluido. Passa a exercer uma pressão hidrostática e o material passa a fluir através de um orifício no recipiente que o contém ou acima e abaixo de uma saída dentro do leito.
O fenômeno similar a fervura num leito fluidizado coloca as partículas em contato mútuo, removendo partículas mais finas arrastando-as para fora no fluxo pelo jato de gás. A mesma ação similar a fervura assegura uma mistura significativamente completa, propiciando condições uniformes de variáveis como temperatura e concentrações e permite a ocorrência da secagem sem o superaquecimento do material, evitando sua decomposição térmica.

## Aplicações
Utilizam-se leitos fluidizados para processos de secagem em indústrias, como do cloreto de sódio e carbonato de sódio, o tratamento de resíduos industriais, a queima de enxofre e pirita na produção de ácido sulfúrico e na queima de biomassa e carvão mineral, na gaseificação de carvão e produção de energia elétrica em termoelétricas.
Outro exemplo de leito fluidizado é a transferência a granel de vários tipos de materiais como cal, cimento, gesso e coque. Neste caso, geralmente o material a ser transportado passa inicialmente por um moinho até ficar com granulometria específica para poder ser fluidizado. Após moído, o material a ser transportado passa, geralmente, por uma bomba de rosca como as bombas de rosca PSIG. Estas bombas são alimentadas com o material a ser transportado, moído, e sua rosca interna descarrega o material em uma câmara de descarga. Nesta câmara o material é compactado e é misturado ao ar comprimido proveniente de um compressor ou soprador de lóbulos. Esta mistura é insuflada em uma tubulação, ligando o ponto de origem ao da descarga. Sistemas de transporte pneumático com bombas de rosca são os mais eficiente. Uma aplicação muito comum é na fabricação de cimento.

O calcário é extraído, moído, entra em um sistema de transporte pneumático com uma bomba de rosca, conforme descrito acima, é transportando em uma tubulação, misturado ao ar comprimido, descarregado na torre de ciclones, pré-calcinado, descarregado no forno de cimento onde é formado o clinquer. O clinquer então é moído e descarregado novamente em uma bomba de rosca, onde é transferido através de uma tubulação com ar comprimido, para um silo de estocagem. 